# 카르발라
카르발라(아랍어: كربلاء)는 이라크 중부에 있는 도시로, 바그다드에서 남서쪽으로 약 100km (62마일) 떨어져 있으며, 라자자 호수로도 알려져 있는 밀흐 호수에서 동쪽으로 몇 마일 떨어져 있다. 카르발라는 카르발라주의 주도이며, 인구는 700,000명(2015년)으로 추산된다.
이 도시는 서기 680년에 카르발라 전투가 일어났던 장소 또는 이맘 후사인 성지와 알압바스 모스크가 위치한 도시로 널리 알려져 있으며,  시아파 무슬림들에게는 메카, 메디나, 예루살렘과 같이 중요한 성지로 여겨진다. 수천만명의 시아파 무슬림들이 일년에 두 번 이 유적지를 방문하며, 연간 순례자 숫자는 메카와 마슈하드 순례자 숫자에 필적한다. 수백만 시아파들이 매년 이 도시에서 이슬람교 성인 후사인 이븐 알리의 순교를 기린다. . 최대 8백만명의 순례자들이 후사인의 사망일을 기리는 아슈라 (무하람 10일째)를 구경하려고 도시를 방문하지만, 주요 행사는 아르바인 (아슈라 이후 40일)이며, 3천만명이 영묘를 방문한다. 이라크 전역과 56개국 이상 국가에서 온 많은 순례자들이 이 도시를 방문한다.

## 어원
카르발라(Karbala)라는 이름의 기원에는 여러 가지 설이 있다. 일부 연구자들은 "카르발라"가 "카르발라토 (Karbalato)"어와 관련이 있다는 점을 지적하고, 다른 일부 연구자들은 철자와 언어를 분석해 "카르발라"라는 단어의 의미를 도출하려고 시도한다. 일부 연구자들은 카르발라가 나나와, 알가디리야, 카르벨라, 알나위스, 알히르 (지금은 후사인 영묘가 위치한 곳인 알하이르로 알려짐)을 포함하는 고대 바빌론 정착촌 집단을 의미하는 아랍어 단어 "카르 바벨"에서 유래했다고 결론지었다.
연구자 야쿠트 알하마위는 "카르발라"의 의미는 여러 가지로 설명할 수 있다고 지적했는데, 그 가운데 하나는 후사인 이븐 알리가 순교한 장소가 부드러운 흙인 "알카르발라트 (Al-Karbalat)"로 만들어졌다는 것이다. 시아파들은 대천사 가브리엘이 카르발라의 진정한 의미를 무함마드에게 설명했다고 믿는데, 이 설명에서 카르발라는 카르브 (كَرْب, Karb, 아랍어로 많은 고통을 일으킬 땅)과 발라 (بَلَاء, balā’, 아랍어로 고난)의 조합이다.

## 기후
| Karbala의 기후                               | Karbala의 기후 | Karbala의 기후 | Karbala의 기후 | Karbala의 기후 | Karbala의 기후 | Karbala의 기후 | Karbala의 기후 | Karbala의 기후 | Karbala의 기후 | Karbala의 기후 | Karbala의 기후 | Karbala의 기후 | Karbala의 기후 |
| 월                                           | 1월            | 2월            | 3월            | 4월            | 5월            | 6월            | 7월            | 8월            | 9월            | 10월           | 11월           | 12월           | 연간           |
| -------------------------------------------- | -------------- | -------------- | -------------- | -------------- | -------------- | -------------- | -------------- | -------------- | -------------- | -------------- | -------------- | -------------- | -------------- |
| 일평균 최고 기온 °C (°F)                     | 15.7 (60.3)    | 18.8 (65.8)    | 23.6 (74.5)    | 30.6 (87.1)    | 36.9 (98.4)    | 41.5 (106.7)   | 43.9 (111.0)   | 43.6 (110.5)   | 40.2 (104.4)   | 33.3 (91.9)    | 23.7 (74.7)    | 17.6 (63.7)    | 30.8 (87.4)    |
| 일평균 최저 기온 °C (°F)                     | 5.4 (41.7)     | 7.0 (44.6)     | 11.2 (52.2)    | 17.1 (62.8)    | 22.5 (72.5)    | 26.3 (79.3)    | 28.8 (83.8)    | 28.2 (82.8)    | 24.3 (75.7)    | 19.0 (66.2)    | 11.6 (52.9)    | 6.9 (44.4)     | 17.4 (63.2)    |
| 평균 강수량 mm (인치)                        | 17.6 (0.69)    | 14.3 (0.56)    | 15.7 (0.62)    | 11.5 (0.45)    | 3.5 (0.14)     | 0.1 (0.00)     | 0.0 (0.0)      | 0.0 (0.0)      | 0.3 (0.01)     | 4.1 (0.16)     | 10.5 (0.41)    | 15.3 (0.60)    | 92.9 (3.64)    |
| 평균 강수일수                                | 7              | 5              | 6              | 5              | 3              | 0              | 0              | 0              | 0              | 4              | 5              | 7              | 42             |
| 출처: World Meteorological Organisation (UN) |                |                |                |                |                |                |                |                |                |                |                |                |                |

## 종교 관광
카르발라는 나자프와 함께 시아파 무슬림들에게 각광을 받는 관광지로, 사담 후세인의 통치가 종식된 후에 이 도시에서 큰 관광 산업 붐이 일어났다.

## 같이 보기
- 카르발라 전투
- 1977년 이라크 시아파 시위
- 1991년 카르발라 봉기
- 카르발라 전투 (2003년)
- 2003년 카르발라 폭발
- 2004년 이라크 아슈라 폭발
- 2007년 카르발라 폭발
- 카르발라 급습
- 아르바인
- 카르발라 (이란)